# Marvin Linke
Marvin Linke (Hannover, 9 giugno 1992) è un attore tedesco famoso per aver interpretato il ruolo di Samuel Kaan nella serie di film di Windstorm.

## Biografia
Marvin Linke è nato il 9 giugno 1992 ad Hannover, fin da piccolo ha coltivato la passione per la recitazione.

## Carriera
Marvin Linke ha esordito come attore nel 2005 nel film televisivo Zwei gegen zwei. Nel 2013, dopo aver recitato in diverse serie televisive come Stolberg, Grani di pepe, 14º Distretto e Unter uns, ha esordito sul grande schermo interpretando il ruolo di Samuel Kaan nel film Windstorm - Liberi nel vento. Tornerà ad interpretarlo nei quattro sequel del film realizzati tra il 2015 e il 2021.
Dal 2018 al 2020 ha interpretato il ruolo di Peter Kraushaar nella serie televisiva di guerra Das Boot.

## Filmografia

### Cinema
- Windstorm - Liberi nel vento (Ostwind), regia di Katja von Garnier (2013)
- Nicht mein Tag, regia di Peter Thorwarth (2014)
- Windstorm 2 - Contro ogni regola (Ostwind 2), regia di Katja von Garnier (2015)
- No Future war gestern!, regia di Rivka Schimmelpfeng (2016)
- Windstorm 3 - Ritorno alle origini (Ostwind 3: Aufbruch nach Ora), regia di Katja von Garnier (2017)
- Windstorm 4 - Il vento sta cambiando (Ostwind: Aris Ankunft), regia di Theresa von Eltz (2019)
- Windstorm 5 - Uniti per sempre (Ostwind - Der große Orkan), regia di Lea Schmidbauer (2021)

### Televisione
- Zwei gegen zwei, regia di Lars Jessen – film TV (2005)
- Der Seehund von Sanderoog, regia di Klaus Wirbitzky – film TV (2006)
- Kommissar Stolberg – serie TV, 1 episodio (2007)
- Lutter – serie TV, 1 episodio (2008)
- Grani di pepe (Die Pfefferkörner) – serie TV, 1 episodio (2008)
- Die Gerichtsmedizinerin – serie TV, 1 episodio (2008)
- 14º Distretto (Großstadtrevier) – serie TV, 1 episodio (2010)
- Unter uns – serial TV, 51 puntate (2010-2014)
- Verdammt verliebt auf Malle, regia di Ulli Baumann – film TV (2016)
- Der Lehrer – serie TV, 1 episodio (2017)
- In aller Freundschaft – serie TV, 1 episodio (2017)
- Club der roten Bänder – serie TV, 2 episodi (2017)
- Das Boot – serie TV, 16 episodi (2018-2020)
- Squadra Speciale Stoccarda (SOKO Stuttgart) – serie TV, 1 episodio (2019)
- Soko 5113 (SOKO München) – serie TV, 1 episodio (2020)
- Rosamunde Pilcher – serie TV, 1 episodio (2020)

## Doppiatori italiani
Nelle versioni in italiano delle opere in cui ha recitato, Marvin Linke è stato doppiato da:
- Niccolò Ward in Windstorm - Liberi nel vento, Windstorm 2 - Contro ogni regola, Windstorm 3 - Ritorno alle origini, Windstorm 4 - Il vento sta cambiando, Windstorm 5 - Uniti per sempre
- Alessio Puccio in Das Boot